# Swami Janakananda

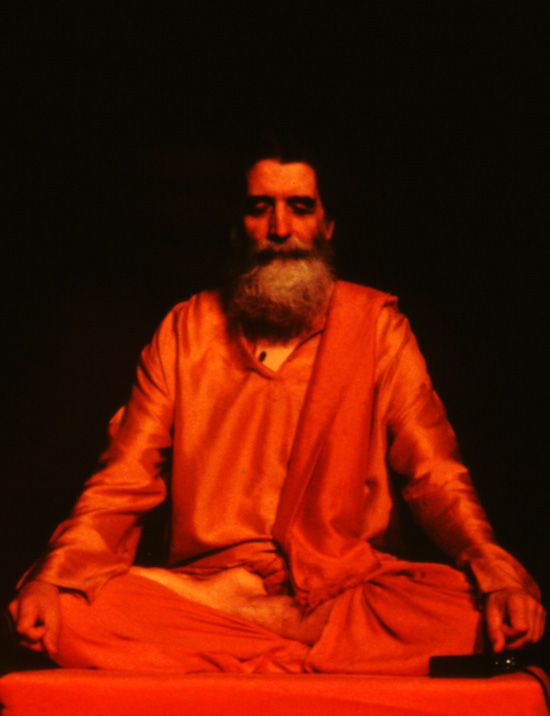
Swami Janakananda på National Yoga Conference i Aix-Le-Bains, 1995.

Swami Janakananda, ursprungligen Jørgen Dreiager, född 13 juni 1939 i Köpenhamn, är en yoga- och meditationslärare inom den tantriska traditionen.
Han är grundare av och pedagogisk ledare för Skandinavisk Yoga och Meditationsskola som har sitt säte på Håå Kursgård i Småland, där han bor, undervisar och utbildar yogalärare.

## Biografi
Swami Janakananda föddes av danska föräldrar och redan som barn lärde han sig yogaövningar av sin läkare. Som 14-årig gick han en snickarutbildning men som 19-åring blev han klar över att han ville arbeta med yoga.
Mellan 1962 och 1965 ingick han i en professionell pantomimgrupp. År 1968 mötte han i Indien sin lärare Satyananda Saraswati som initierade honom i Kriya Yoga och andra tantriska traditioner. I två år levde han i Satyanandas ashram i Bihar i Indien, då han också reste runt i Indien. Därefter har han främst varit verksam i Nordeuropa, men under kortare tider även på Ananda Ashram i New York på 1980-talet och 2006 samt i bland annat Sydney, Singapore, Bogotá, Buenos Aires och London.
Under 1970-talet undervisade Janakananda om tantriska sexual-riter, men efter kritik från massmedia och samhället i övrigt lämnade han detta. Han har därefter fokuserat på andra tantriska metoder, exempelvis djupavspänning genom Yoga Nidra.